# بي تي بارنوم
فينياس تايلور بارنوم (بالإنجليزية: Phineas Taylor “P.T.” Barnum) (5 يوليو 1810 – 7 أبريل 1891) كان منظم عروض، ورجل أعمال، وسياسي أمريكي، اشتهر بترويجه للخدع المُلفقة وبمشاركته في تأسيس سيرك "رينغلنغ براذرز وبارنوم وبيلي" إلى جانب جيمس أنتوني بيلي. كان بارنوم أيضًا مؤلفًا وناشرًا ومحسنًا، رغم أنه وصف نفسه قائلًا: «أنا عارض محترف... وكل الزخرفة لن تجعل مني شيئًا آخر». وبحسب منتقديه، فإن هدفه الأساسي كان «ملء جيوبه بالمال».[2] وغالبًا ما تُنسب إليه المقولة الشهيرة: «يولد مغفّل كل دقيقة»، رغم عدم وجود دليل على أنه هو من صاغها.
بدأ بارنوم مشواره المهني في مطلع العشرينيات من عمره كصاحب مشروع صغير، وأسس صحيفة أسبوعية قبل أن ينتقل إلى مدينة نيويورك عام 1834. بدأ مسيرته في مجال الترفيه مع فرقة متنوعة أطلق عليها اسم "المسرح العلمي والموسيقي العظيم لبارنوم"، ثم اشترى لاحقًا متحف سكادر الأمريكي وغيّر اسمه ليحمل اسمه. استخدم المتحف كمنصة لترويج الخدع والعجائب البشرية مثل "حورية فيجي" و"الجنرال توم ثامب". في عام 1850، رعى جولة المغنية الأوبرالية السويدية جيني ليند في أمريكا، ووقّع معها عقدًا غير مسبوق يقضي بدفع 1000 دولار في الليلة الواحدة لـ150 ليلة، أي ما يعادل نحو 37,796 دولارًا بأسعار عام 2024. واجه بارنوم انتكاسات اقتصادية في خمسينيات القرن التاسع عشر نتيجة استثمارات فاشلة، إضافة إلى سنوات من الدعاوى القضائية والتشهير العلني، لكنه قام بجولة محاضرات كمناصر لحركة الاعتدال ليخرج من أزمته المالية. لاحقًا، أضاف إلى متحفه أول حوض مائي في أمريكا، ووسّع قسم تماثيل الشمع.
شغل بارنوم منصب نائب في الهيئة التشريعية لولاية كونيتيكت عن الحزب الجمهوري مرتين عام 1865 ممثلًا مدينة فيرفيلد. وقد ألقى خطابًا أمام المجلس التشريعي حول المصادقة على التعديل الثالث عشر لدستور الولايات المتحدة، والذي ألغى العبودية والعمل القسري، قال فيه: «روح الإنسان، التي خلقها الله ومات المسيح من أجلها، لا يجوز الاستهانة بها. قد تسكن جسد رجل صيني، أو تركي، أو عربي، أو هوتنتوت، لكنها تبقى روحًا خالدة.»
وفي عام 1875، انتُخب بارنوم عمدة لمدينة بريدجبورت، كونيتيكت، حيث عمل على تحسين إمدادات المياه، وتوفير إنارة الغاز في الشوارع، وتطبيق قوانين تحظر الكحول والدعارة. وكان له دور محوري في تأسيس مستشفى بريدجبورت عام 1878، وأصبح أول رئيس له. وقد كان دخوله عالم السيرك في سن الستين سببًا رئيسيًا في شهرته الدائمة، حيث أسّس عام 1870 ما عُرف بـ"متحف بارنوم الكبير المتنقل، وحديقة الحيوانات، والقافلة، والميدان"، وهو سيرك متنقل ضم أيضًا معرضًا للعجائب البشرية، وقد تغيّر اسمه مرات عديدة على مر السنين.
تزوج بارنوم من تشاريتي هاليت عام 1829 واستمر زواجهما حتى وفاتها عام 1873، وأنجبا أربعة أبناء. وفي عام 1874، وبعد أشهر قليلة من وفاة زوجته، تزوج نانسي فيش، ابنة أحد أصدقائه، وكانت تصغره بأربعين عامًا، وبقيا معًا حتى وفاته في عام 1891 إثر إصابته بسكتة دماغية في منزله. دُفن بارنوم في مقبرة ماونتن غروف بمدينة بريدجبورت، التي صممها بنفسه.

## وصلات خارجية
- بي تي بارنوم على موقع الموسوعة البريطانية (الإنجليزية)
- بي تي بارنوم على موقع ميوزك برينز (الإنجليزية)
- بي تي بارنوم على موقع قاعدة بيانات برودواي على الإنترنت (الإنجليزية)
- بي تي بارنوم على موقع إن إن دي بي (الإنجليزية)
- بي تي بارنوم على موقع ديسكوغز (الإنجليزية)